# Incidente del Vickers Viking di British European Airways del 1953
Il 5 gennaio 1953, un Vickers Viking operato dalla British European Airways si schiantò durante l'avvicinamento all'aeroporto di Belfast Nutts Corner, nell'Irlanda del Nord. L'aereo operava un volo nazionale dall'aeroporto di Londra Northolt con 31 passeggeri e 4 membri d'equipaggio a bordo. Ventiquattro passeggeri e tre membri dell'equipaggio morirono nell'incidente.

## L'aereo
Il Vickers Type 610 Viking 1B, alimentato da due motori radiali Bristol Hercules 634 a 14 cilindri, era registrato come G-AJDL con numero di serie del produttore 262. Fu consegnato alla British European Airways nel marzo 1949. Originariamente chiamato Vortex dalla compagnia aerea, fu ribattezzato Lord St Vincent intorno al 1951.

## L'incidente
G-AJDL lasciò Northolt alle 07:27, con 25 minuti di ritardo. Due ore dopo era in fase di avvicinamento a Nutts Corner. Quando l'aereo era a 3 miglia (4,8 km) dalla soglia della pista, si trovava a 90 piedi (27 m) sopra il sentiero di discesa. Perse rapidamente quota e colpì il palo che sorreggeva una luce di avvicinamento a breve distanza dall'aeroporto. Dopo l'impatto iniziale, il Viking colpì altri pali, poi colpì un furgone di avvicinamento standard mobile prima di schiantarsi contro un edificio in mattoni che ospitava le apparecchiature che azionavano il sistema di atterraggio strumentale a circa 200 iarde (180 m) dalla pista. Questo impatto causò la rottura dell'aereo. Dopo l'incidente si sviluppò un leggero incendio.

## L'indagine
Fu istituita una commissione d'inchiesta per indagare sull'incidente, presieduta da David Scott Cairns, QC. La commissione si aprì a Londra il 14 aprile 1953. Dopo aver ascoltato le prove, la commissione concluse che il pilota, il capitano Hartley, aveva commesso "errori di giudizio", ma che non gli doveva essere attribuita alcuna colpa morale in merito all'incidente. Venne menzionato anche che l'impatto con il furgone aveva impedito all'aereo di raggiungere la pista, e che l'impatto con l'edificio avrebbe reso inevitabile una tragedia. Si scoprì che le luci di avvicinamento non si trovavano in cima ai pali, per facilitare la manutenzione; sebbene ciò non fosse stato ritenuto un fattore determinante nell'incidente, le luci furono spostate in cima ai pali dopo l'incidente. Si raccomandò inoltre che, quando l'edificio del sistema ILS fosse stato ricostruito, fosse decentrato rispetto al percorso di avvicinamento o che fosse posizionato sottoterra.